# Epidendrum gratissimum
Epidendrum gratissimum är en orkidéart som först beskrevs av Heinrich Gustav Reichenbach, och fick sitt nu gällande namn av Eric Hágsater och Dodson. Epidendrum gratissimum ingår i släktet Epidendrum och familjen orkidéer. Inga underarter finns listade i Catalogue of Life.